# 斯科特·纳尔逊
斯科特·纳尔逊（英語：Scott Nelson，1969年10月10日—），新西兰男子田径运动员。他曾代表新西兰参加1994年英联邦运动会田径比赛，获得一枚铜牌。她也曾参加1996年夏季奥林匹克运动会。